# Euholognatha
Euholognatha  (лат.) — инфраотряд веснянок из подотряда Arctoperlaria.

## Описание
Первый членик лапок длинный, почти такой же длины, как третий. Церки одночлениковые или укороченные, реже многочлениковые; глоссы и параглоссы приблизительно одинаковой длины.

## Классификация
На июль 2021 года в инфраотряд включают следующие семейства:
- Scopuridae Uéno, 1935
- Надсемейство Nemouroidea Billberg, 1820
  - † Baleyopterygidae Sinitshenkova, 1985
  - Capniidae Banks, 1900 — Короткохвостые веснянки, или капнииды
  - Leuctridae Klapálek, 1905 — Белокрылые веснянки
  - † Mesoleuctridae Sinitshenkova, 1982
  - Nemouridae Billberg, 1820 — Немуриды
  - Notonemouridae
  - † Palaeonemouridae Sinitshenkova, 1987
  - † Perlariopseidae Sinitshenkova, 1985
  - † Pronemouridae Liu, Sinitshenkova & Ren, 2011
  - Taeniopterygidae Klapálek, 1905 — Лентокрылые веснянки, или лейктриды